# Ramon Menezes
Ramon Menezes Hubner (ur. 30 czerwca 1972 w Contagem) – brazylijski trener piłkarski i piłkarz, występujący na pozycji ofensywnego pomocnika. Obecnie selekcjoner reprezentacji Brazylii do lat 20.

## Kariera klubowa
Ramon rozpoczął piłkarską karierę w Cruzeiro EC w 1989 roku. W klubie z Belo Horizonte grał do 1993 roku. Z Cruzeiro zdobył mistrzostwo Minas Gerais – Campeonato Mineiro w 1990 oraz Puchar Brazylii 1993. W 1993 roku przeszedł do Vitórii Salvador. Z Vitórii przeszedł do lokalnego rywala EC Bahia. W 1994 roku powrócił do Vitórii, z którą zdobył mistrzostwo stanu Bahia – Campeonato Baiano w 1995 roku.
W 1995 wyjechał do Europy do niemieckiego Bayeru 04 Leverkusen. Po nieudanym sezonie w Bayerze, w którym strzelił tylko jedną bramkę, Ramon powrócił do Brazylii do CR Vasco da Gama. Z klubem z Rio de Janeiro zdobył Copa Libertadores 1998 oraz mistrzostwo stanu Rio de Janeiro – Campeonato Carioca w 1998 roku. W 2000 roku przeszedł do lokalnego rywala Fluminense FC. W 2002 roku grał w Clube Atlético Mineiro oraz CR Vasco da Gama.
W 2003 roku grał w Japonii w Tokyo Verdy. W 2004 roku grał ponownie w Fluminense FC. W latach 2005–2006 grał w Botafogo FR oraz ponownie w CR Vasco da Gama. Rok 2007 spędził w Athletico Paranaense. Od 2008 Ramon gra w Vitórii Salvador, z którą zdobył mistrzostwo stanu Bahia – Campeonato Baiano w 2008 roku.
Dotychczas Ramon w lidze brazylijskiej rozegrał 328 meczów i strzelił 93 bramki.

## Kariera reprezentacyjna
Ramon ma za sobą występy w reprezentacji Brazylii, w której zadebiutował 31 maja 2001 w wygranym 2-0 meczu z reprezentacją Kamerunu w Puchar Konfederacji. Na turnieju w Japonii i Korei Południowej Ramon zagrał we wszystkich pięciu meczach z Kamerunem, Kanadą, Japonią, Francją (bramka) oraz 9 czerwca 2001 z Australią, który był jego piątym i ostatnim meczem w reprezentacji.